# Laura Ortiz
Laura Catalina Ortiz (Bogotá, 27 de abril de 1987) é uma atriz, comediante e dubladora colombiana. Nos Estados Unidos, já participou de diversos programas de televisão, filmes e produções feitas para a internet.

## Vida e carreira

### Primeiros anos
Ortiz nasceu em Bogotá, Colômbia, e quando criança tinha o sonho de ser atriz e aparecer na televisão. Nessa época, ela já fazia pequenas apresentações em casa e participava de encenações teatrais menores. Aos oito anos, mudou-se com a família para Rochester, Minnesota, Estados Unidos. Começou a atuar profissionalmente aos 17 anos, participando de episódios das séries Sleeper Cell (2005), In Justice (2006) e Drake & Josh (2006), nos quais apareceu em pequenos papéis.

### Trabalhos posteriores
Em 2006, Ortiz estreou no cinema no terror The Hills Have Eyes (refilmagem do filme homônimo de 1977 dirigido por Wes Craven), interpretando Ruby, uma jovem deformada. No ano seguinte, teve um pequeno papel na comédia Norbit, protagonizada por Eddie Murphy. Em 2014, apareceu no blockbuster de ação Guardians of the Galaxy, estrelado por Chris Pratt. Entre 2007 e 2020, atuou em episódios de séries como Greek, Happy Endings e Holliston, sitcom criada pelo cineasta Adam Green, com quem Ortiz colaborou em outros projetos de terror e comédia como os filmes Chillerama (2010) e Victor Crowley (2017), interpretando neste último a protagonista Rose.
Ortiz também é dubladora. Ela trabalhou em produções como o longa-metragem de animação Horton Hears a Who! (2008), Fish Hooks, série da Disney na qual deu voz à personagem Pirahnica entre 2010 e 2013, e Robot Chicken, animação do Adult Swim (Cartoon Network) para a qual dublou vários personagens entre 2011 e 2016. Trabalhando novamente com Green, ela recebeu crédito como uma das criadoras, roteiristas, produtoras e atrizes principais de Heart Baby Eggplant (2020), uma websérie de comédia filmada em câmera única e composta por sete episódios que abordam diferentes estilos contemporâneos de relacionamento afetivo.

### Vida pessoal
Após chegar aos Estados Unidos, a atriz também morou na Flórida por um ano antes de mudar-se para Los Angeles, Califórnia, onde reside desde então. Em 2017, casou-se com o produtor musical Adrian Boeckler, com quem tem um filho. Ela frequentemente usa as plataformas sociais para manifestar-se em prol de causas como a luta antirracista, o combate à violência policial e a defesa dos direitos das mulheres. Costuma viajar com frequência e já esteve em países como Rússia e Polinésia Francesa.

## Filmografia

### Cinema
| Ano  | Título                                                          | Papel                 | Notas                                                      | Ref.   |
| ---- | --------------------------------------------------------------- | --------------------- | ---------------------------------------------------------- | ------ |
| 2006 | The Hills Have Eyes                                             | Ruby                  |                                                            | [ 8 ]  |
| 2007 | Norbit                                                          | Atendente adolescente |                                                            | [ 8 ]  |
| 2007 | Winter Tales                                                    | Vários                | Série de curtas-metragens; voz                             | [ 9 ]  |
| 2008 | Horton Hears a Who!                                             | Jessica               | Voz                                                        | [ 8 ]  |
| 2008 | Pretty Little Devils                                            | Pamela                | Diretamente em vídeo                                       | [ 10 ] |
| 2009 | Crónicas chilangas                                              | Enfermeira            |                                                            | [ 11 ] |
| 2009 | The Tivo                                                        | The Tivo              | Curta-metragem                                             | [ 12 ] |
| 2010 | Hatchet II                                                      | Rose                  | Não creditada                                              | [ 13 ] |
| 2011 | Chillerama                                                      | Margot Frank / Desi   | Segmentos: "The Diary Of Anne Frankenstein", "Zom-B-Movie" | [ 14 ] |
| 2013 | Halloween Hugs                                                  | Punim                 | Curta-metragem; voz                                        | [ 15 ] |
| 2014 | Guardians of the Galaxy                                         | Garota rosa torturada |                                                            | [ 12 ] |
| 2014 | Digging Up the Marrow                                           | Ela mesma             |                                                            | [ 12 ] |
| 2017 | Victor Crowley                                                  | Rose                  |                                                            | [ 1 ]  |
| 2017 | The Greatest Question Facing the Future of Science and Robotics | Robô feminino         | Curta-metragem                                             | [ 12 ] |
| 2017 | A Holliston Halloween                                           | Laura                 | Curta-metragem                                             | [ 16 ] |
| 2018 | To Hell and Back: The Kane Hodder Story                         | Ela mesma             | Documentário                                               | [ 12 ] |
| 2018 | For the Love of Halloween                                       | Ela mesma             | Documentário                                               | [ 12 ] |
| 2018 | The Intervention                                                | Punim                 | Curta-metragem; voz                                        | [ 17 ] |
| 2019 | Straight Up                                                     | Madison               |                                                            | [ 12 ] |

### Televisão
| Ano    | Título                     | Papel                    | Notas                          | Ref.   |
| ------ | -------------------------- | ------------------------ | ------------------------------ | ------ |
| 2005   | Sleeper Cell               | Magdalena                | Episódio: "Money"              | [ 18 ] |
| 2006   | In Justice                 | Ashley                   | Episódio: "Confessions"        | [ 10 ] |
| 2006   | Drake & Josh               | Garota fofa              | Episódio: "Little Sibling"     | [ 19 ] |
| 2007   | American Dragon: Jake Long | Vickie                   | Episódio: "Siren Says"; voz    | [ 20 ] |
| 2009   | Greek                      | Aluna de ciências bonita | Episódio: "High and Dry"       | [ 21 ] |
| 2010-3 | Fish Hooks                 | Pirahnica                | Papel recorrente; voz          | [ 6 ]  |
| 2011-3 | Happy Endings              | Winnie McCray            | 2 episódios                    | [ 1 ]  |
| 2011-6 | Robot Chicken              | Vários                   | Voz                            | [ 1 ]  |
| 2012-3 | Holliston                  | Laura                    | Papel regular                  | [ 5 ]  |
| 2013   | Super Clyde                | Jolene                   | Telefilme                      | [ 12 ] |
| 2015   | Pickle and Peanut          | Sugar Bee                | Episódio: "Cookie Racket"; voz | [ 22 ] |

### Web
| Ano  | Título                        | Papel     | Notas                                                    | Ref.   |
| ---- | ----------------------------- | --------- | -------------------------------------------------------- | ------ |
| 2012 | Bite Me                       | Cassie    | 3 episódios                                              | [ 23 ] |
| 2013 | The Real Housewives of Horror | Gabrielle | Papel regular                                            | [ 24 ] |
| 2017 | Horrified                     | Ela mesma | Episódio: "Laura Ortiz"                                  | [ 25 ] |
| 2017 | That Moment When              | Jayne     | Episódio: "#TMW You Call in Sick and Run Into Your Boss" | [ 26 ] |
| 2020 | Heart Baby Eggplant           | Laura     | 7 episódios; também roteirista e produtora               | [ 7 ]  |